# Pabel Muñoz
Christian Pabel Muñoz López (Quito, 6 de septiembre de 1975) es un sociólogo, político y académico ecuatoriano. Es el Alcalde Metropolitano de Quito; desde el 14 de mayo de 2023. Integró varios cargos públicos en el gobierno de Rafael Correa, posteriormente fue asambleísta nacional por la provincia de Pichincha, desde mayo de 2017 hasta septiembre de 2022.

## Biografía
Realizó sus estudios universitarios en la Pontificia Universidad Católica del Ecuador, donde obtuvo la licenciatura en Sociología y Ciencias Políticas con especialidad en Sociología del Desarrollo. Hizo estudios de posgrado en Filosofía en la Pontificia Universidad Católica del Ecuador y en Ciencias Políticas en la Universidad Internacional de Andalucía. También se especializó en Desarrollo Regional a través de la Descentralización en las Regiones Andinas, con beca de la Agencia de Cooperación Internacional de Japón y en Evaluación de Proyectos e Impacto Ambiental por el INCAE Business School de Costa Rica, con beca del Banco Interamericano de Desarrollo (BID). Además, es estudiante de doctorado en Ciencias Sociales en la Universidad de Buenos Aires.

### Carrera docente
Ha sido profesor en varias universidades del Ecuador para pre y posgrado, entre las que destacan la Pontificia Universidad Católica del Ecuador (PUCE), la Universidad Andina Simón Bolívar (UASB), Universidad San Francisco de Quito (USFQ), Escuela Politécnica Nacional (EPN), Facultad Latinoamericana de Ciencias Sociales (FLACSO) y la Universidad Politécnica Salesiana (UPS).

## Carrera política
Ha participado en varias actividades políticas desde sus estudios secundarios y universitarios. Fue un destacado activista en durante la rebelión de los forajidos de 2005 que prepararon el terreno para una profunda reforma política e institucional que terminó con el llamamiento, años después -2007- a una Asamblea Nacional Constituyente. Posteriormente, participó como uno de los enlaces de discusión con la Asamblea Constituyente de Montecristi, instancia donde se redactó la actual carta magna del Ecuador. Entre 2007 y 2009 ocupó el cargo de Subsecretario de Reforma Democrática del Estado y Gestión Programática en la Secretaría Nacional de Planificación (SENPLADES). 
Tras aquel cargo, en 2009 fue designado Secretario General de Planificación del Municipio del Distrito Metropolitano de Quito, cargo que ocupó un año, ya que en 2010 fue nombrado Viceministro de Inclusión Económica y Social. En 2012 se desempeñó como Subsecretario General de Democratización del Estado en la SENPLADES y entre 2013 y 2015, Rafael Correa lo puso al mando de la SENPLADES, como Secretario Nacional de Planificación y Desarrollo. Ocupando este cargo, presidió los llamados Diálogos por la Equidad y la Justicia que se dieron entre junio y octubre de 2015.

### Asambleísta

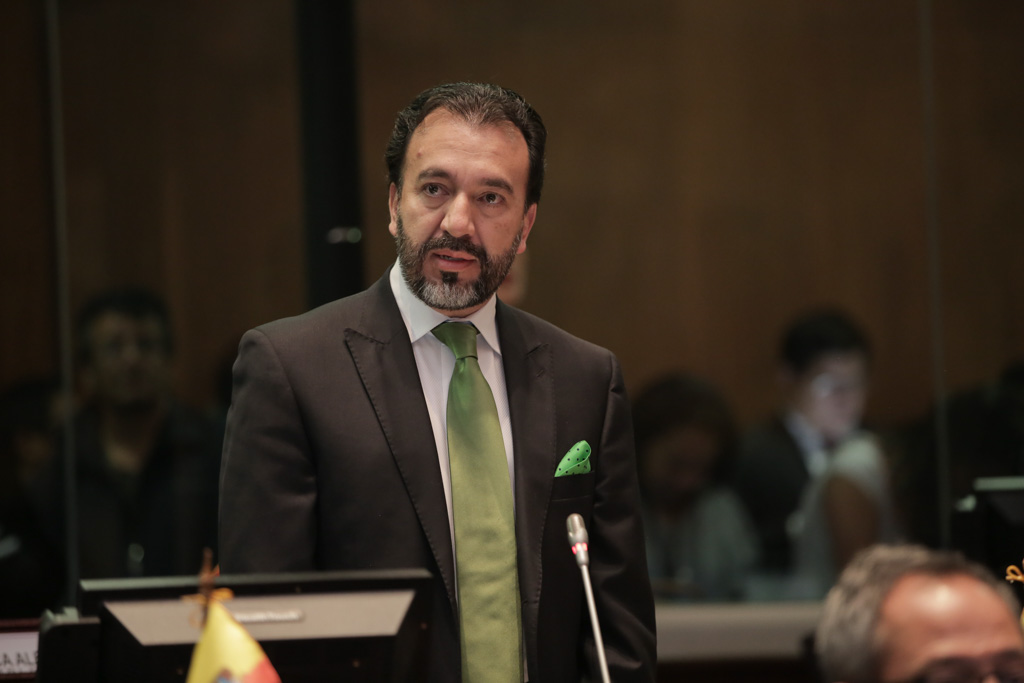
Muñoz en mayo de 2017.

Fue electo asambleísta en las elecciones legislativas de 2017, en representación de Pichincha, por el partido Alianza PAIS. Fue posesionado el 14 de mayo del mismo año. 
En la Asamblea Nacional, se desempeñó como Presidente de la Comisión del Régimen Económico en el periodo 2017-2019, además de ser Coordinador del Grupo Parlamentario por la Erradicación de la Pobreza y cumplimiento de los Objetivos de Desarrollo Sostenible. 
Tras la ruptura de Lenín Moreno con la facción afín al expresidente Correa, Muñoz se desafilió de Alianza PAÍS, pasando a formar parte de la bancada legislativa de la Revolución Ciudadana. 
En las elecciones legislativas de 2021, fue reelecto como asambleísta, pasando a ser parte de la Comisión de Régimen Económico y Tributario. Formó parte además del Grupo Parlamentario por los Derechos de las Mujeres y del Grupo Parlamentario por la Erradicación de la Pobreza y cumplimiento de los Objetivos de Desarrollo Sostenible. 
El 8 de septiembre de 2022, dejó su curul parlamentaria para participar en las elecciones seccionales de 2023.

### Alcalde de Quito
En agosto de 2022, fue elegido como precandidato por el Movimiento Revolución Ciudadana, para participar en las elecciones seccionales de 2023, para la Alcaldía Metropolitana de Quito. En septiembre de 2022, fue inscrita su candidatura. En dichos comicios, triunfó con el 25,18 % de la votación, tras lo cual es el Alcalde Metropolitano de Quito electo.

## Publicaciones
- Nueve años de Desarrollo Constitucional. Asamblea Nacional de Ecuador. Editor. Quito, Ecuador (2016).[9]
- “El Ecuador de la Revolución Ciudadana; más política, nuevo Estado y mejores políticas públicas”, en La Nueva Economía en la Nueva Constitución del Ecuador, compilado por Alfredo Serrano Mancilla, SRI, CEF. (Coautor). Quito, Ecuador (2015).[10]
- “Ecuador: de la receta del “Consenso de Washington” al postneoliberalismo”, en El Gobierno de la Revolución Ciudadana: una visión histórica. Sebastián Mantilla, Santiago Mejía y Juan J. Paz y Miño. Planeta, Ecuador (2012).
- Del desmantelamiento a la recuperación del Estado, en Construcción de un Estado Democrático para el Buen Vivir, compilado por Eulalia Flor Recalde, Senplades. Quito, Ecuador (2014).[11]
- “Comentarios generales sobre protección social en América Latina” en Ecuador: la economía política en torno a los nuevos sistemas de protección social, en Pactos Sociales para una Protección Social más Inclusiva. (Coautor) editado por Martín Hopenhayn, Carlos Maldonado Valera, María Nieves Rico, Ana Sojo, CEPAL, Cooperación Alemana (GIZ). Santiago de Chile, (2014).[12]